# The Posies
The Posies é uma banda de rock alternativo, power pop e pop rock dos Estados Unidos, formada na cidade de Bellingham, no estado de Washington, pelos guitarristas, vocalistas e compositores, Jon Auer e Ken Stringfellow. Segundo Steve Huey, no Allmusic, os Posies eram uma das bandas mais populares e poderosas dos anos 90 e ajudaram a atualizar o clássico som do power pop até a era alternativa, casando melodias e harmonias brilhantes, de estilo Invasão Britânica, com guitarras barulhentas e sujas e letras peculiares.

## História

### 1983-1989: Formação, álbumFailure
Nascidos em 1968 e 1969, respectivamente, os músicos Kenneth Stringfellow (mais conhecido por Ken Stringfellow) e Jonathan Auer (mais conhecido por Jon Auer) se conhecem por volta do ano de 1983, em Bellingham, para tocar em uma banda por alguns meses. Em 1986, Ken se gradua no ensino secundário e dirige-se para Seattle. Jon e Ken perdem contato por alguns meses e depois se juntam para reavivar sua parceria de escrita e composição.
Incapazes de encontrar outros músicos com mentalidade semelhante, em Bellingham ou Seattle, Jon e Ken gravam uma música para o que se tornaria o seu primeiro álbum, Failure, no estúdio da casa de Jon (denominado Norsound), em Seattle, no mês de julho de 1987. No fim do ano, as músicas de Failure estreiam em um show acústico, em Bellingham. A gravação do álbum retorna em dezembro, sendo concluída em fevereiro de 1988. Com a exceção de algumas músicas que precisaram de uma bateria extra, tudo é gravado e misturado no estúdio de Jon. 
Lançado em abril, em uma fita cassete na qual eles tocam todos os instrumentos, Failure recebe matéria favorável no jornal The Rocket, de Seattle, e a subsequente ajuda da rádio local, que os levam a ofertas para shows ao vivo. Conhecem Mike Musburger e Rick Roberts. A banda estreia em 6 de maio no Attic Tavern de Seattle, com Auer e Stringfellow nas guitarras e vocais, Musburger na bateria e Roberts no baixo. Com seguidores locais, Failure é lançado em vinil (sem a música "Uncombined"), cassete e CD, em 1989, pelo selo PopLLama. Ian King comenta que "Failure é, como as grandes estreias muitas vezes o são, um produto de seu tempo, ainda docemente fora de lugar", contendo músicas como "The Longest Line", "Under Easy", "I May Hate You Sometimes" e "At Least For Now".

### 1990-1997: Geffen Records, álbunsDear 23,Frosting on The BeatereAmazing Disgrace
Em 1990 os Posies são contratados pela gravadora Geffen Records, que cria o selo fonográfico DGC (David Geffen Company) para artistas não-mainstream. Em setembro é lançado o álbum Dear 23, gravado em Seattle e mixado em Los Angeles, com a produção de John Leckie. As estações de rádio tocam "Golden Blunders", enquanto a banda abre show para o Soundgarden e parte em sua primeira turnê pelos Estados Unidos, com o Redd Kross, até o final daquele ano. "Golden Blunders" recebe uma versão cover por parte de Ringo Starr, em seu álbum Time Takes Time, de 1992. "Suddenly Mary", lançada em 1991, é o segundo single do álbum, após "Golden Blunders". Por esta época a banda estava em shows com os Replacements e os Dharma Bums.
Entre Dear 23 e seu terceiro álbum, Frosting on The Beater, lançado em 1993, o movimento grunge surge em Seattle; forçando-os a um som mais pesado sob a produção de Don Fleming. Rick Roberts já havia deixado a banda, em dezembro de 1991, e fora substituído por Dave Fox no baixo. O título Frosting on The Beater é uma referência à masturbação e sua música de abertura, "Dream All Day", os faz ganhar uma maior audiência entre os fãs do rock alternativo e power pop. O álbum também contém as músicas "Flavor of the Month" e "Solar Sister"; esta última posteriormente incluída nas coletâneas Poptopia! Power Pop Classics, da Rhino.
Enquanto o videoclipe e single de "Dream All Day" é bem sucedido, especialmente na França, a banda se junta com os integrantes do Big Star, Alex Chilton e Jody Stephens, para shows pelos Estados Unidos e Europa. The Posies faz uma estreia europeia no Holland Lowlands Festival, em Dronten, Holanda, em agosto; e sua estreia inglesa em Londres, no Camden Underworld, em setembro. Eles já haviam lançado um single 45 rpm com músicas do Big Star e Chris Bell, em 1991, contendo "Feel" e "I Am The Cosmos". O single de "Flavor of The Month" é lançado na Europa, a tempo dos Posies apoiarem o Teenage Fanclub em sua enorme turnê europeia, de outubro a dezembro.
Fazem turnê pelo Japão, em 1994, e lançam "Definite Door" em single. Com novos baixista e baterista, Joe Howard e Brian Young, demoram um tempo para lançar seu terceiro álbum pela DGC, Amazing Disgrace, em 1996, gravado com o produtor Nick Launay de fevereiro a abril de 1995. Neste período tocam com o Cheap Trick, em turnê, e com o Hoodoo Gurus na Austrália, um ano depois. Amazing Disgrace consolidou a posição dos Posies como queridos da crítica musical, ainda mais do que seu antecessor. No entanto, a Geffen Records não conseguiu promover o disco de forma adequada e o grupo perdeu uma audiência alternativa de três anos antes. Como resultado, Amazing Disgrace vendeu desapontadoramente e a banda foi retirada da gravadora, em 1997. Seus singles lançados foram "Please Return It", "Ontario", "Everybody Is A Fucking Liar" e "Precious Moments". Ken se junta à banda Lagwagon para o lançamento do álbum Double Plaidinum. Em agosto a banda retorna para gravar o seu próximo álbum. O ano de 1997 também trouxe o primeiro álbum solo de Ken Stringfellow, This Sounds Like Goodbye, gravado em casa.

### 1998-2002:Success, álbuns de compilação e projetos individuais
Lançado em fevereiro de 1998, o álbum Success marca o retorno da banda ao selo PopLLama (que havia lançado Failure). São lançados o videoclipe e o single de "Start A Life". Saem para shows na Holanda e Bélgica, em maio e junho; prosseguindo pelo restante da Europa em julho e agosto, onde tocam com o Sonic Youth. Ken começa gravação e turnês com o R.E.M. e Saltine. Joe Howard junta-se ao Sunny Day Real Estate e Jon começa a gravar e tocar como artista solo. Em setembro de 1999, Joe, Ken e Mike Musburger tocam como Posies, em Seattle. O álbum ao vivo Alive Before The Iceberg é lançado na Europa por uma gravadora espanhola. Também se juntam, Jon Auer e Ken Stringfellow, para um show de música acústica, em 24 de fevereiro do ano 2000, para ser lançado em disco, denominado In Case You Didn't Feel Like Plugging In, no mesmo ano. Por este período é lançada a coletânea de sua participação na Geffen, Dream All Day: The Best of The Posies, e o box set At Least At Last, com quatro CDs contendo raridades.
O ano de 2001 é marcado por um EP acústico de estúdio, denominado Nice Cheekbones And A Ph.D., e pelo segundo álbum solo de Ken Stringfellow, Touched; com a banda saindo em turnê junto a Joe Howard e com Darius Minwalla na bateria. No ano de 2002 é lançado o primeiro trabalho solo de Jon Auer, The Birthday Party, uma performance acústica ao vivo.

### 2005-2016: The PosiesEvery Kind of Light,Blood/Candy,Solid States; Big StarIn Space
Três anos depois, em 2005, o Posies retorna com Every Kind of Light pelo selo Rykodisc e a dupla Jon e Ken se juntam para o álbum de estúdio In Space, do Big Star. Um ano depois Jon Auer lança seu segundo disco solo, Songs From The Year of Our Demise. Em 2010 lançam Blood/Candy, gravado na Espanha e também lançado pela Rykodisc nos Estados Unidos.
Uma edição expandida de sua estreia, Failure, foi lançada pela Omnivore Recordings em 2014, com a capa ligeiramente modificada, faixas demo e versões instrumentais. Depois de lutar com as perdas dos antigos membros Darius Minwalla e Joe Howard, que morreram respectivamente em 2015 e 2016, Auer e Stringfellow retornaram, neste último ano, com um novo álbum do Posies, intitulado Solid States.

## Discografia

### Álbuns de estúdio
- Failure (1988) - 	23 Records cassete / (1989) - PopLLama / (2014) - Omnivore Recordings (reedição em CD com faixas bônus)
- Dear 23 (1990) - 	Geffen Records, DGC
- Frosting on The Beater (1993) - Geffen Records, DGC
- Amazing Disgrace (1996) - Geffen Records, DGC
- Success (1998) - PopLLama
- Every Kind of Light (2005) - Rykodisc
- Blood/Candy (2010) - Rykodisc
- Solid States (2016) - Lojinx

### EPs
- CD, Everybody Is A Fucking Liar - "Everybody Is A Fucking Liar", "Ontario" (live), "Please Return It" (live), "Flavor of The Month" (live), "Solar Sister" (live), "Hate Song" (live) (1996) - Geffen Records, DGC[25]
- 10", Nice Cheekbones And A Ph.D. - A: "Matinée", "Chainsmoking In The U.S.A." / B: "With Those Eyes", "No Consolation", "Lady Friend" (2001) - Houston Party Records (Espanha)

### Álbuns ao vivo
- Alive Before The Iceberg (1999) - Houston Party Records (Espanha)
- In Case You Didn't Feel Like Plugging In (2000) - Casa Recording Co.

### Coletâneas
- CD, Dream All Day: The Best of The Posies (2000) - Geffen Records, DGC
- 4CD Box set, At Least At Last (2000) - Not Lame Recordings

### Músicas em coletâneas de power pop
- CD, Yellow Pills - More of the Best of American Pop! Volume 2 (1994) - Big Deal Records (música "Saying Sorry To Myself")
- CD, Poptopia! Power Pop Classics of The '90s (1997) - Rhino Records (música "Solar Sister")
- 4CD Box set, Children of Nuggets: Original Artyfacts From The Second Psychedelic Era, 1976-1996 (2005) - Rhino Records (músicas "I May Hate You Sometimes", "Apology")[26]